# Aleksandr Lebzeak
Aleksandr Lebzeak (n. 15 aprilie 1969, Donețk, RSS Ucraineană, URSS) este un boxer ce a reprezentat Uniunea Republicilor Sovietice Socialiste și Rusia, medaliat olimpic. A participat la 3 ediții ale Jocurilor Olimpice (1992, 1996, 2000) în care a câștigat o medalie de aur.